# Мегура (Прахова)
Мегура (рум. Măgura) — село у повіті Прахова в Румунії. Входить до складу комуни Шоймарі.
Село розташоване на відстані 79 км на північ від Бухареста, 26 км на північний схід від Плоєшті, 146 км на захід від Галаца, 72 км на південний схід від Брашова.

## Населення
За даними перепису населення 2002 року у селі проживали 590 осіб, усі — румуни. Усі жителі села рідною мовою назвали румунську.